# Werner Lotze
Werner Bernhard Lotze (Mülheim an der Ruhr, 22 februari 1952) is een voormalig lid van de Rote Armee Fraktion (RAF) en behoorde bij de zogenaamde Tweede Generatie.

## Levensloop
Na zijn schooltijd begon deze zoon van een schoenmaker en verpleegster een studie Engelandkunde en sportwetenschappen aan de universiteit van Bochum. Hij was jarenlang een succesvol roeier bij een roeivereniging in Mülheim en was enige tijd onderwijsassistent Duits aan een Highschool in Manchester (Engeland). In het voorjaar van 1976 stopte hij met zijn studies.
Sinds 1976 was Lotze actief in het milieu van de RAF. Op 25 februari en 20 april bezocht hij Andreas Baader, Gudrun Ensslin und Jan-Carl Raspe in de gevangenis van Stammheim am Main.
Op 24 september 1978 kwam het een bos bij Dortmund tot een schotenwisseling tussen twee politieagenten en Lotze, Angelika Speitel en Michael Knoll. Hierbij werd Knoll en politieagent Hans-Wilhelm Hansen gedood. Speitel en Knoll werden gearresteerd terwijl Lotze wist te ontkomen.
Samen met Christian Klar, Adelheid Schulz en Elisabeth von Dyck beroofde hij op 19 maart 1979 een bank in Darmstadt.
Op 25 juni 1979 pleegde hij met Susanne Albrecht en Rolf Clemens Wagner in het Belgische Obourg een bomaanslag op de auto van de toenmalige opperbevelhebber van de NAVO, generaal Alexander Haig die hierbij gewond raakte.
In 1980 keerde Lotze de RAF de rug toe en dook samen met Christine Dümlein onder in de DDR waar hij zich aansloot bij de RAF-Aussteigern en met Dümlein samenleefde onder een door de autoriteiten van de DDR verschafte nieuwe identiteit.
Op 14 juni 1990 werd Lotze samen met Dümlein in Senftenberg gearresteerd. In de daaropvolgende maand droeg de DDR hen op eigen verzoek over aan de autoriteiten in de Bondsrepubliek.
Hij legde als eerste, na de val van de Berlijnse Muur gearresteerde RAF-terrorist een uitgebreide bekentenis af waarbij hij gebruik maakte van een kroongetuigeregeling die sinds 9 juni 1989 bestond. Door verschillende voormalige geestverwanten werd hij daarop als verrader gebrandmerkt.
Op grond van zijn uitspraken werd Rolf Clemens Wagner, die al sinds 1979 in de gevangenis zat en in 1985 was veroordeeld tot tweemaal levenslang, nogmaals aangeklaagd en in 1993 door het gerechtshof van Frankfurt tot 12 extra jaren gevangenisstraf veroordeeld. Lotze werd in januari 1991 wegens moord en meerdere pogingen tot moord, twee bankovervallen en een bomaanslag tot 12 jaar gevangenisstraf veroordeeld. Dit werd in hoger beroep in 1992 verminderd. Lotze kwam voortijdig vrij en leeft onder een andere naam in Duitsland.